# Стадион Првог маја
Стадион Првог маја (кореј. 릉라도 5월1일경기장) се налази у Пјонгјангу, главном граду Демократске Народне Републике Кореје, и највећи је стадион на свету. Користи се за такмичења у разним спортовима. Стадион има 150 000 места за седење, завршен је 1. маја 1989. године за време када се Пјонгјанг највише изградио. Површине је од 207.000 m², има осам спратова и висок је 60 метара. На њему се одржавају велика спортска надметања као и надалеко чувени и величанствени слетови у част великих државних празника Северне Кореје. Други по величини стадион у свету налази се у Индији а чувена Маракана у Бразилу је тек трећа по величини.